# Isaurië

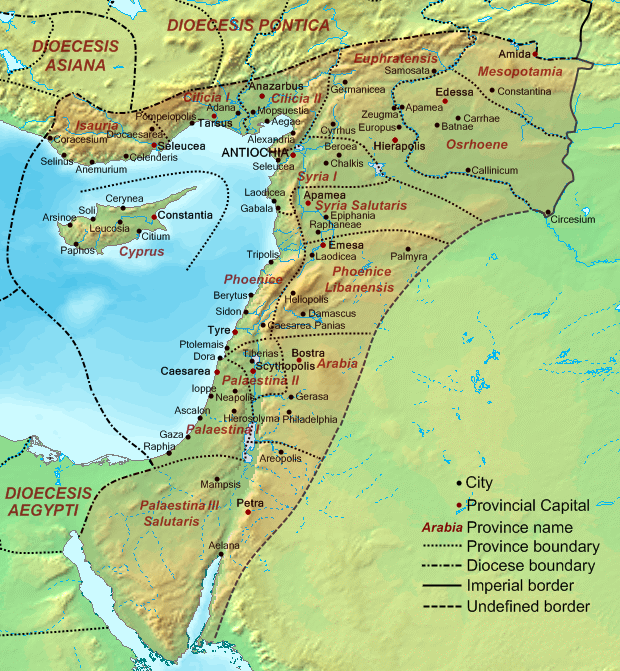
Kaart van het Dioecesis Orientis rond het jaar 400.

Isaurië (Oudgrieks Ισαυρία) is een oude geografische benaming voor een ruig, geïsoleerd district in het binnenland en de kust van het zuiden van Klein-Azië. Naargelang de periode verschilde de omvang, maar in het algemeen besloeg Isaurië het grootste deel van wat nu de provincie Konya in Centraal-Anatolië (Turkije) is, of anders gezegd de kern van het Taurusgebergte. 
Isaurië ontleende zijn naam aan de Anatolische stam van die naam en hun twee voornaamste nederzettingen Isaura Palaea (Ίσαυρα Παλαιά, Latijn: Isaura Vetus, "Oud Isaura") en Isaura Nea (Ίσαυρα Νέα, Latijn: Isaura Nova, "Nieuw Isaura"). Isaurische plunderaarsbenden waren zeer op hun onafhankelijkheid gestelde bergbewoners, die onder de Macedonische en Romeinse bezettingen regelmatig ravages aanrichtten in de naburige districten. 
De vaste kern van Isaurië lag ten noorden van het Taurusgebergte, direct ten zuiden van Iconium en Lystra. Lycaonië bezat de gehele Iconische vlakte, maar Isaurië begon daar waar de vlakte overgaat in de uitlopers van de Taurusbergen. Van de twee oorspronkelijke steden in Isaurië, Isaura Nea en Isaura Palaea, lag de ene in de uitlopers (Doria) van het Taurusgebergte en de andere op de waterscheiding (Zengibar Kalesi). 
De Luwische taal of een dochtertaal ervan, het Isaurisch, is waarschijnlijk nog gesproken in het Isaurië van de Romeinse en vroeg-Byzantijnse tijd te oordelen naar de grafopschriften in het vaak opstandige hoogland van wat voorheen Hilakku genoemd werd.